# فرامرز (پسر رستم)
فرامرز از پهلوانان سیستانی در شاهنامهٔ فردوسی است. او پهلوان و فرزند رستم، نوه دستان و نواده سام و نریمان بود که به دست بهمن کشته شد. فرامرز بار اول در حمله ایرانیان به کین‌سیاوش به مرزهای توران خودنمایی نمود او پیش‌قراول و طلایه‌دار رستم در حمله به مرز توران است. (البته فرامرز به دست بهمن کشته نشد و تا آخرین نفس با او جنگید و  به درگاه یزدان نالید که روا مدارد زنده به دست بهمن بیفتد. پس در همان حال رها کردن تیر مرغ روحش پر کشید و بهمن بدن مرده فرامرز را به دار کشید.)

## درشاهنامه

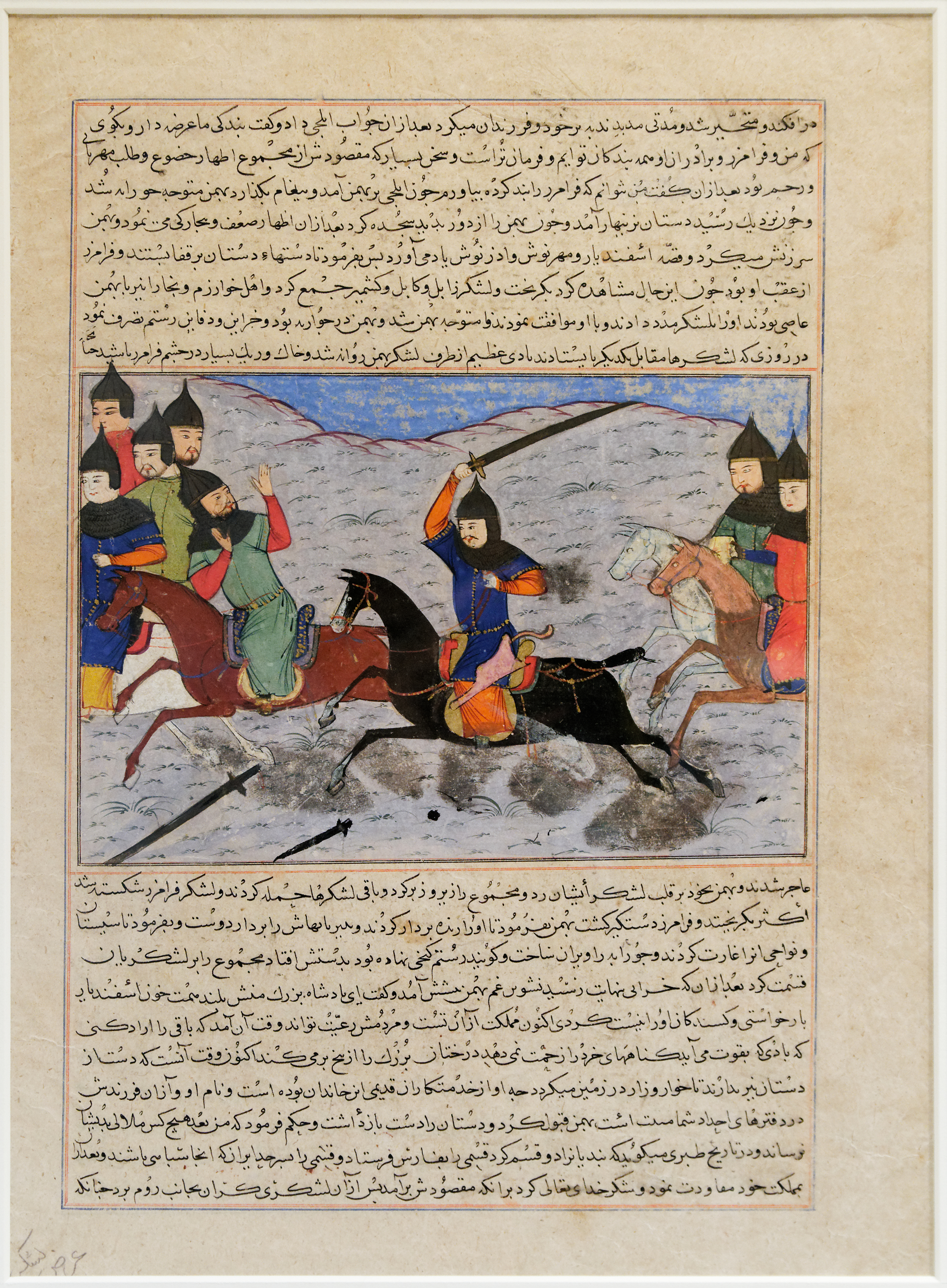
یورش کی‌بهمن به سیستان و شکست فرامرز نگاره‌ای از مجمع التواریخ در هرات متعلق به c. 1425 میلادی جای نگهداری: موزه متروپولیتن نیویورک

فرامرز سردسته گردان تجسس، هنگام هجوم به مرز توران‌زمین، به بخش یا استان سپیجاب وارد شد و در آنجا با مرزبان آن بنام ورآزاد مواجه گشت. ورآزاد با سپاه خویش در برابر او ظاهر شد و از او پرسید چکاره است در این حدود چکار می‌کند، همچنین نامش چیست تا از فرجام کارش آسوده شود. آیا بفرمان افراسیاب قدم به این مرز گذاشته‌ای چه پیغامی از شاه توران آورده‌ای؟ نباید بدون احراز هویت بر دست من هلاک گردی.
فرامرز در اوج قدرت و پهلوانی بود پاسخ او را دگرگونه داد و گفت: من چرا باید بر تو بد ذات نامم را بگویم از نام من شیران پیچان شوند پیلان بی‌جان. به کین‌سیاوش پا به این مرز گذاشته‌ام و از این مرز بی‌ارز دود و آتش چنان خواهد برخاست که گرد هوا بر آن نخواهد رسید. ورازاد حرف‌های او را بیهوده دانست پیکار با فرامرز آغاز شد:
| ورآزاد بشنید گفتار او        |  | همی خوار دانست پیکار او   |
| به لشکر بفرمود کاندر دهید    |  | کمان‌ها سراسر به زه برنهید |
| رده برکشید از دو رویه سپاه   |  | بسر برنهادند ز آهن کلاه   |
| ز هر سو برآمد ز گردان خروش   |  | همی کر شد از نالهٔ کوس گوش |
| چو آواز کوس آمد و کرّ نای     |  | فرامرز را دل برآمد ز جای  |
| به یک حمله اندر ز گردان هزار |  | بیفکند و برگشت از کارزار  |

در داستان رستم و اسفندیار فرامرز و زواره که از قول رستم به اسفندیار مبنی بر اینکه نبرد فقط تن به تن باشد و کسی دخالت نکند، بی‌خبر بودند، به اردوگاه اسفندیار حمله برده و مهرنوش و نوش‌آذر پسران دوم و سوم اسفندیار را در نبرد می‌کشند، در داستان رستم و شغاد نیز پس از اینکه رستم با دسیسه شاه کابل و شغاد کشته شد، فرامرز به کابل لشکرکشی کرد و با کشتن شاه کابل و کشتار چهل تن از خاندانش انتقام مرگ رستم را گرفت.

## در منابع

تیرباران شدن فرامرز به دست کی بهمن نگاره‌ای از بهمن نامه در دفترنامه چهار حماسه جای نگهداری: کتابخانه بریتانیا

کتاب فرامرزنامه که یکی از سروده‌های رزمی ادبیات ایران است نزدیک به سده پنجم هجری کمتر از یکصد سال پس از شاهنامه فردوسی پیرامون پهلوانی‌های فرامرز و نبردهایش سروده شده‌است. سراینده فرامرزنامه ناشناخته است.
از فرامرز در دیگر کتاب‌های پهلوانی یا داستان‌های منسوب به شاهنامه هم یاد شده‌است، مانند برزونامه که در آن یکی از کنش‌های مهم او نبرد به جای رستم با برزو پسر سهراب بود. البته به روایت دیگر منابع، فرامرز به هندوستان رفت و به همراهی فرزندش جهانگیر در آنجا ماند. آنگاه با تیمور فرزند برزو هم‌نشینی داشته و او را راهنمایی کرده‌است.
فرامرز، در برهان قاطع فرآمرز یا آمرزنده دشمن، پیش آمرزنده خوانده شده‌است.

## هویت دیگر
در کتاب هفت لشکر پس از اینکه رستم، برزو را به عنوان جانشین خود انتخاب می کند؛ فرامرز در اعتراض به این انتصاب با برزو می‌جنگد؛ این رزم بدون آنکه یکی از دو هماورد بر دیگری چیره شود، با مداخلۀ رستم پایان می‌یابد. رستم فرامرز را به‌سبب رزم با برزو گوشمالی می‌دهد؛ بنابراین، فرامرز به‌قهر اردوی ایران را ترک می‌گوید. فرامرز پس از قهر از اردوگاه ایرانیان نقاب‌پوش به همراه سپاهی به اردوگاه ایرانیان بازمی‌گردد؛ خود را کوهکش، جنگاوری از نسل ضحاک معرفی می‌کند و با برزو می‌جنگد. رزم کوهکش (فرامرز) و برزو بدون آنکه هیچ‌یک بر دیگری چیرگی یابند، با میانجیگری زال پایان می‌یابد، هرچند کوهکش در این رزم موفق می‌شود کلاه‌خود دیو سپید را که برزو هنگام رزم بر سر داشت، از او برباید.
در داستانی دیگر از کتاب هفت لشکر پس از کشته شدن کوش بن کوش به دست رستم یکدست، پسرش کوش پیل دندان برای گرفتن انتقام پدرش در دوران پادشاهی کی خسرو با سپاهی به ایران حمله می کند. کی خسرو و رستم از کوهکش (فرامرز) می خواهند که به نبرد با کوش برود. نهایتاً کوش پیل دندان در نبردی تن به تن با کوهکش کشته می شود و سپاه ایران پیروز می شود.